# Charles Mckimson
Charles E. "Chuck" McKimson, Jr. (Denver, 20 de dezembro de 1914 — 16 de abril de 1999) foi um animador norte-americano, conhecido por seu trabalho nos estúdios Warner Brothers. Era irmão mais novo dos animadores Robert McKimson e Thomas McKimson.

## Biografia
McKimson nasceu em Denver, Colorado, mas mudou-se com sua família para Los Angeles na década de 1920. Começou sua carreira de animador em 1937, quando começou a trabalhar na produtora de Leon Schlesinger, fazendo parte da unidade de Tex Avery.  McKimson ficou longe do estúdio durante a Segunda Guerra Mundial para servir o Exército americano, retornando em 1946.
Depois de sua volta juntou-se à unidade de seu irmão Robert. Charles recebeu créditos de roteirista em um curta de 1955, All Fowled Up. Enquanto esteve na Warner McKimson desenhou a tira em quadrinhos do personagem Roy Rogers, de 1949 a 1953, em colaboração com seu irmão Thomas e o artista Pete Alvarado. A tira foi publicada sob o pseudônimo "Al McKimson".
McKimson deixou a divisão de desenhos animados da Warner Brothers animation em 1954, depois que Jack Warner fechou a divisão de animação por um curto período. Ele começou a trabalhar na editora Dell Publishing, onde foi Diretor de Arte na divisão de quadrinhos e livros ilustrados. Em 1961 McKimson trabalhou como diretor de animação na série de televisão em live-action Calvin e o Coronel.